# توموکی هاسگاوا
توموکی هاسگاوا (انگلیسی: Tomoki Hasegawa؛ زادهٔ ۱۹ ژوئیهٔ ۱۹۵۷) آهنگساز اهل ژاپن است.